# Roman Kubín
R.D. Mgr. Roman Kubín (* 30. dubna 1973 Svitavy) je moravský římskokatolický duchovní a IV. nesídelní kanovník Královské stoliční kapituly svatého Petra a Pavla v Brně.

## Život
Pochází z obce Rozhraní, kde se narodil jako jeden ze tří synů.
Po maturitě na gymnáziu ve Svitavách byl roku 1991 přijat do Teologického konviktu v Litoměřicích a v letech 1992 až 1997 studoval na Cyrilometodějské teologické fakultě Univerzity Palackého v Olomouci.
Roku 1997 přijal jáhenské svěcení a nastoupil na základní vojenskou službu.
Dne 27. června 1998 byl v Brně vysvěcen na kněze a roku 1998 byl na jeden rok ustanoven spirituálem Církevního studentského domu Petrinum v Brně a stal se také členem skupiny Diecézního centra mládeže v Brně. 
V letech 1999–2000 působil jako farní vikář farnosti Hodonín a posléze další čtyři roky jako administrátor farnosti Třešť a administrátor excurrendo ve farnostech Kostelec u Jihlavy a Růžená.
Roku 2004 byl ustanoven referentem pro pastoraci mládeže v diecézi brněnské.
V roce 2004 byl jmenován referentem pro pastoraci mládeže v brněnské diecézi a vedoucím Diecézního centra mládeže v Brně i Diecézního centra života mládeže Mamre v Osové Bítýšce. Působil také jako farář farnosti Osová Bitýška nebo člen pastorační rady pro formaci kněží.
Roku 2011 byl jmenován ředitelem Pastoračního střediska diecéze brněnské a rektorem kostela sv. Michala v Brně.
Roku 2015 byl P. Roman Kubín jmenován biskupským delegátem pro pastoraci, církevní školství a také vzdělávání v diecézi brněnské.
Je také členem Kněžské rady diecéze brněnské.
Od roku 2022 je ředitelem Sekce pro mládež České biskupské konference. 